# Bej, baraban!
Bej, baraban! (Бей, барабан!) è un film del 1962 diretto da Aleksej Aleksandrovič Saltykov.